# Liberalismus na Slovensku
Tento článek je historickým přehledem liberalismu na Slovensku. Omezuje se na liberální strany, které mají větší voličskou podporu, tj. jsou nebo byly zastoupeny v parlamentu.

## Úvod
Liberalismus nikdy nehrál na slovenské politické scéně velkou roli a nikdy se nestal hlavní silou. Aliance nového občana (Aliancia nového občana - ANO),  přísedící člen LI, člen ELDR) je pravostředovou tržní liberální stranou.

## Časový přehled

### Od Nezávislé maďarské iniciativy k Maďarské občanské straně
- 1989: Maďarští liberálové se sdružují v Maďarské nezávislé iniciativě (Független Magyar Kezdeményesez)
- 1992: Strana přejmenována na Maďarskou občanskou stranu (Magyar Polgári Párt)
- 1998: Strana se sloučila s dalšími maďarskými stranami do Strany maďarské koalice (Magyar Koalíció Pártja)

### Od Demokratické aliance k Slovenské demokratické unii
- 1993: Disidenti z Hnutí za demokratické Slovensko (HZDS) odešli do Aliance demokratů Slovenské republiky, vedené Milanem Kňažkem
- 1994: Sloučení s další skupinou disidentů do Demokratické unie na Slovensku (Demokratická únia na Slovensku)
- 2002: Strana se sloučila s SDKÚ (Slovenská demokratická a kresťanská únia)

### Aliance svobodného občana (ANO)
- 2001: Liberálové okolo majitele komerční televize Pavla Ruska založili Alianci nového občana (Aliancia nového občana - ANO)

### Sloboda a solidarita (SaS)
- 2009: Slovenská mimoparlamentní pravicovo-liberálně orientovaná politická strana, kterou založil ekonom Richard Sulík. 28. března 2009 na ustanovujícím kongrese byl zvolen za předsedu strany.

### Progresívne Slovensko (PS)
- 2017: Strana registrována.

### Za ľudí
- 2019: Strana registrována.